# Транспортний літак

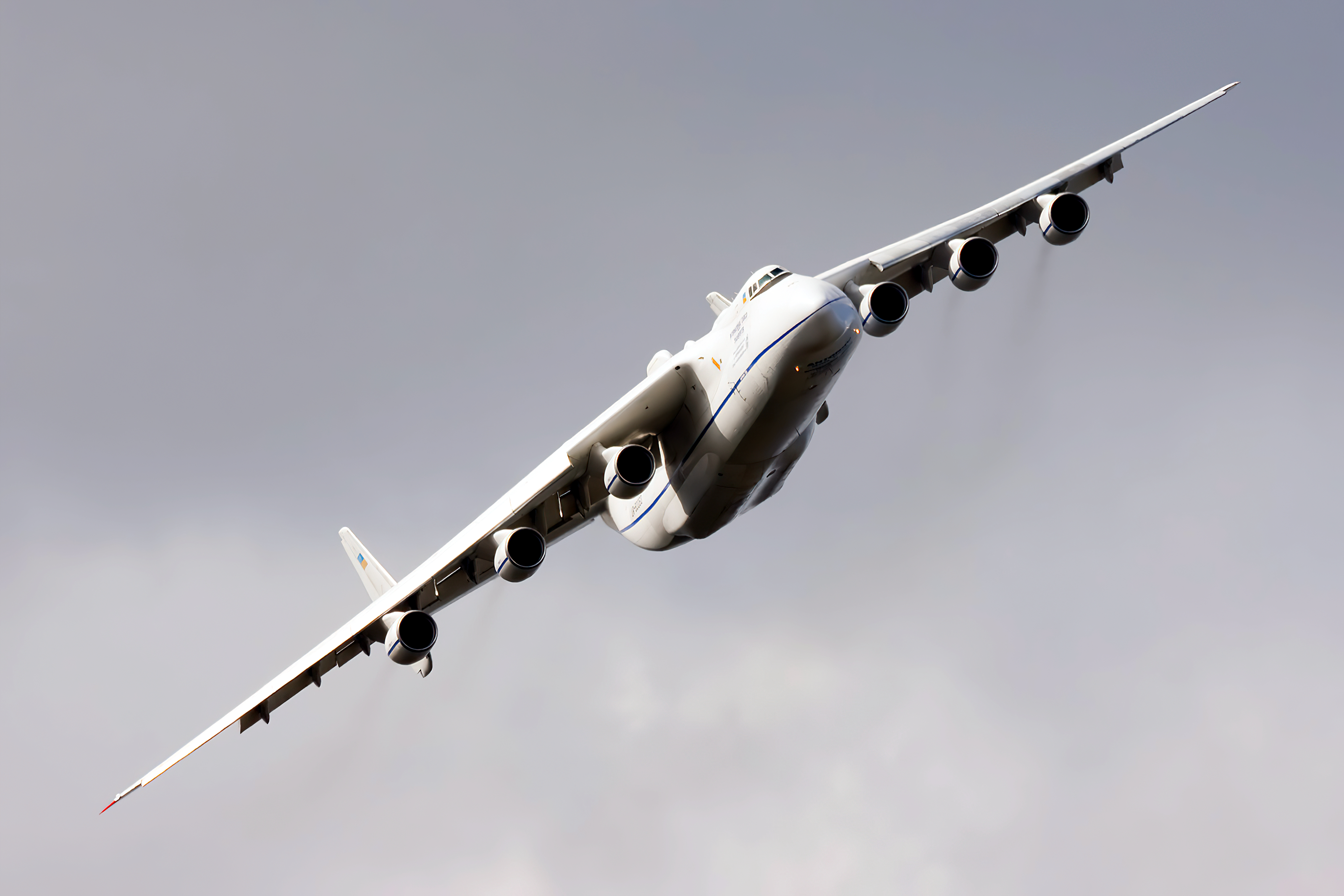
Ан-225 «Мрія» — найбільший та найпотужніший у світі транспортний літак

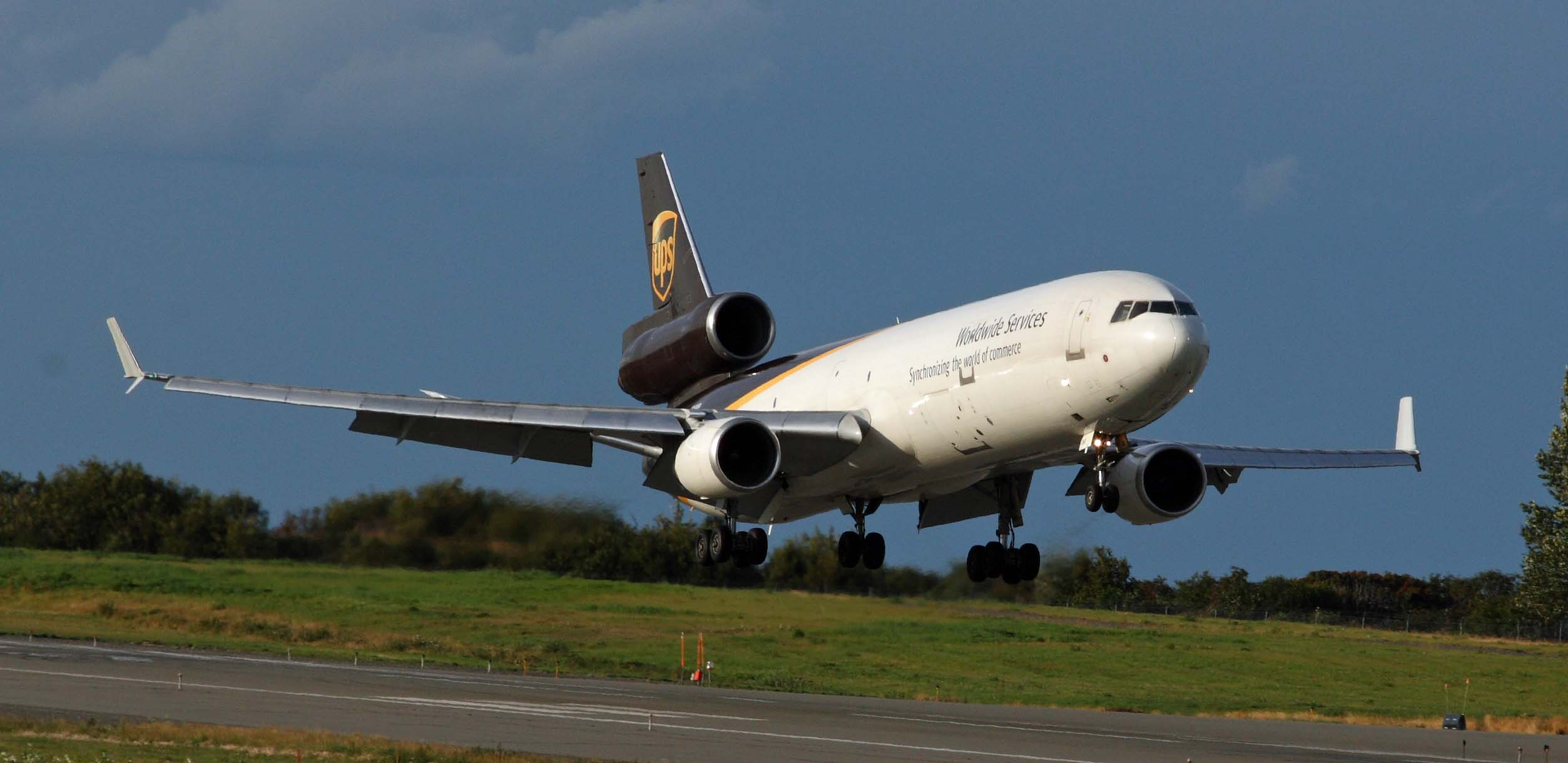
Вантажний MD-11 в аеропорту Анкоридж

Тра́нспортний літа́к — літак, призначений для транспортування різних вантажів. Часто один і той самий літак буває вантажним і пасажирським, змінюється лише обладнання.
Вантажні літаки від пасажирських відрізняються спрощеним побутовим обладнанням, збільшеними розмірами вантажних приміщень, наявністю великих вантажних люків, міцнішою підлогою, встановленням на борту засобів механізації навантажувально-розвантажувальних робіт.

## Історія

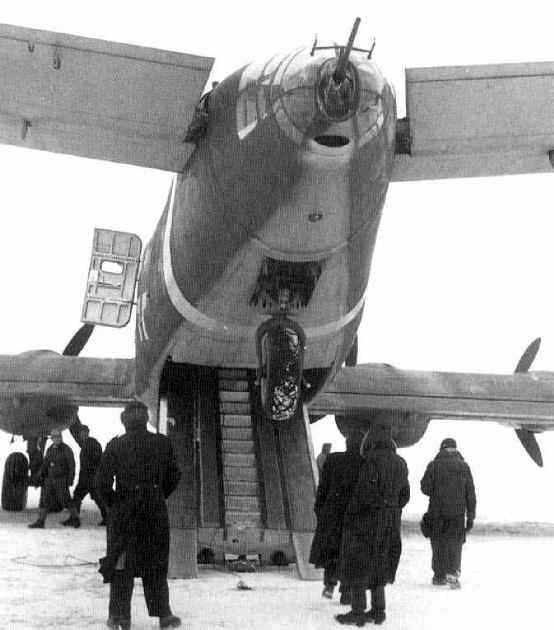
Юнкерс Ю-290 з опущеною задньою рампою. Добре видно підняте в повітря хвостове колесо шасі.

Спроби використання літаків для перевезення вантажів робилися вже на зорі авіації. 1910 року приблизно 200 фунтів шовку були перевезені літаком братів Райт з магазину в Дейтоні покупцю в Коламбусі (обидва міста розташовувалися в штаті Огайо, США), що відмічається багатьма джерелами як народження вантажних авіаперевезень. 1914 року пошта США ввела послугу авіапошти.
Перші транспортні літаки були пасажирськими літаками, пристосованими для вантажоперевезень. Так, наприклад, на базі популярного пасажирського літака Douglas DC-3 був розроблений військово-транспортний Douglas C-47 Skytrain, обладнаний підсиленою підлогою і широким вантажним люком у хвостовій частині фюзеляжу.
Стандартні літаки першої чверті XX століття мали ряд недоліків, зокрема, негоризонтальну підлогу в стоянковому положенні через схему шасі з хвостовим колесом, а також бокове розташування дверей. Зі зростанням попиту на повітряні вантажоперевезення і збільшення їх об'єму, виникла необхідність у розробці літаків, спеціально створених з цією метою. 1939 року на базі бомбардувальника, який не пішов у серію, був розроблений Junkers Ju 90, військово-транспортний літак, на якому було застосовано цікаве технічне рішення: потужна навантажувальна рампа у хвості літака відкривалася гідравлічним приводом і підіймала літак у горизонтальне «польотне положення», що сильно полегшувало його навантаження. Пізніше та ж схема була застосована на Ju 290 і німецькому Arado Ar 232, одному з перших військово-транспортних літаків, спроєктованих для цього з чистого листа.
1940—1950 роки ознаменувалися бурхливим зростанням обсягу авіаперевезень і, відповідно, пошуком найефективніших інженерних рішень. З'явилися численні моделі літаків з фронтальним навантаженням (наприклад, Bristol 170, SNCAC NC 211, Douglas C-124) або задньою навантажувальною рампою (Blackburn Beverley, Антонов Ан-12, Breguet Deux-Ponts, Fairchild C-82 Packet), а також такі екзотичні варіанти, як Canadair CL-44 із хвостом, який відкидався цілком. Багато транспортних літаків того часу все ще суміщали функцію пасажирських лайнерів з авіаперевезеннями. Зі зростанням вимог до безпеки і комфорту пасажирів, у першу чергу до рівня шуму в салоні, пасажирські та вантажні літаки розділилися на два класи, які між собою практично не перетиналися.

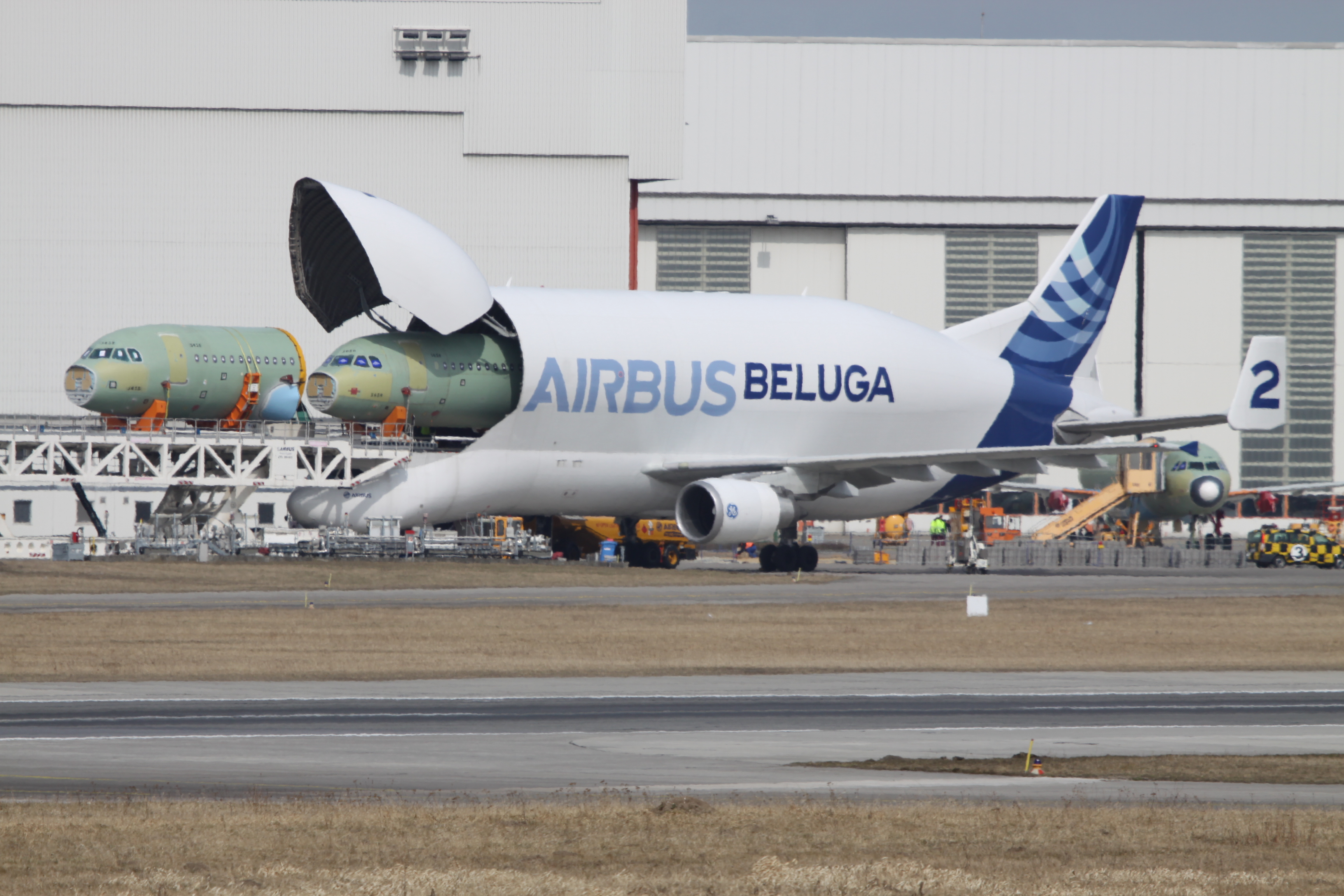
Навантаження носових частин в Airbus Beluga, Франкфурт-на-Майні, 2013

Необхідність у перевезенні цільних вантажів, порівняних за розміром із найбільшими літаками (ракет-носіїв, фюзеляжів літаків) призвела до появи надважких транспортних літаків. 1982 року в повітря піднявся надважкий вантажний літак Ан-124 «Руслан», призначений насамперед для транспортування міжконтинентальних балістичних ракет та їхніх пускових установок, але його також широко використовували у цивільній транспортній авіації для перевезення великогабаритних вантажів. 1988 року перший політ здійснив Ан-225, найбільший транспортний літак, який спочатку призначався для транспортування космічного корабля «Буран». 1994 року «Airbus» створила декілька літаків Airbus Beluga для перевезення частин фюзеляжів літаків між заводами компанії. 2006 року компанія «Боїнг» випустила аналогічний літак — Boeing 747 LCF Dreamlifter.
На початку XXI століття із випуском найбільшого пасажирського авіалайнера Airbus A380, компанія «Ейрбас» планувала також випустити і транспортний варіант — A380-800F. Він став би другим (після Ан-225) найбільшим транспортним літаком, але в 2015 році був прибраний з сайту авіакомпанії і, ймовірно, не буде випущений.

## Конструкція

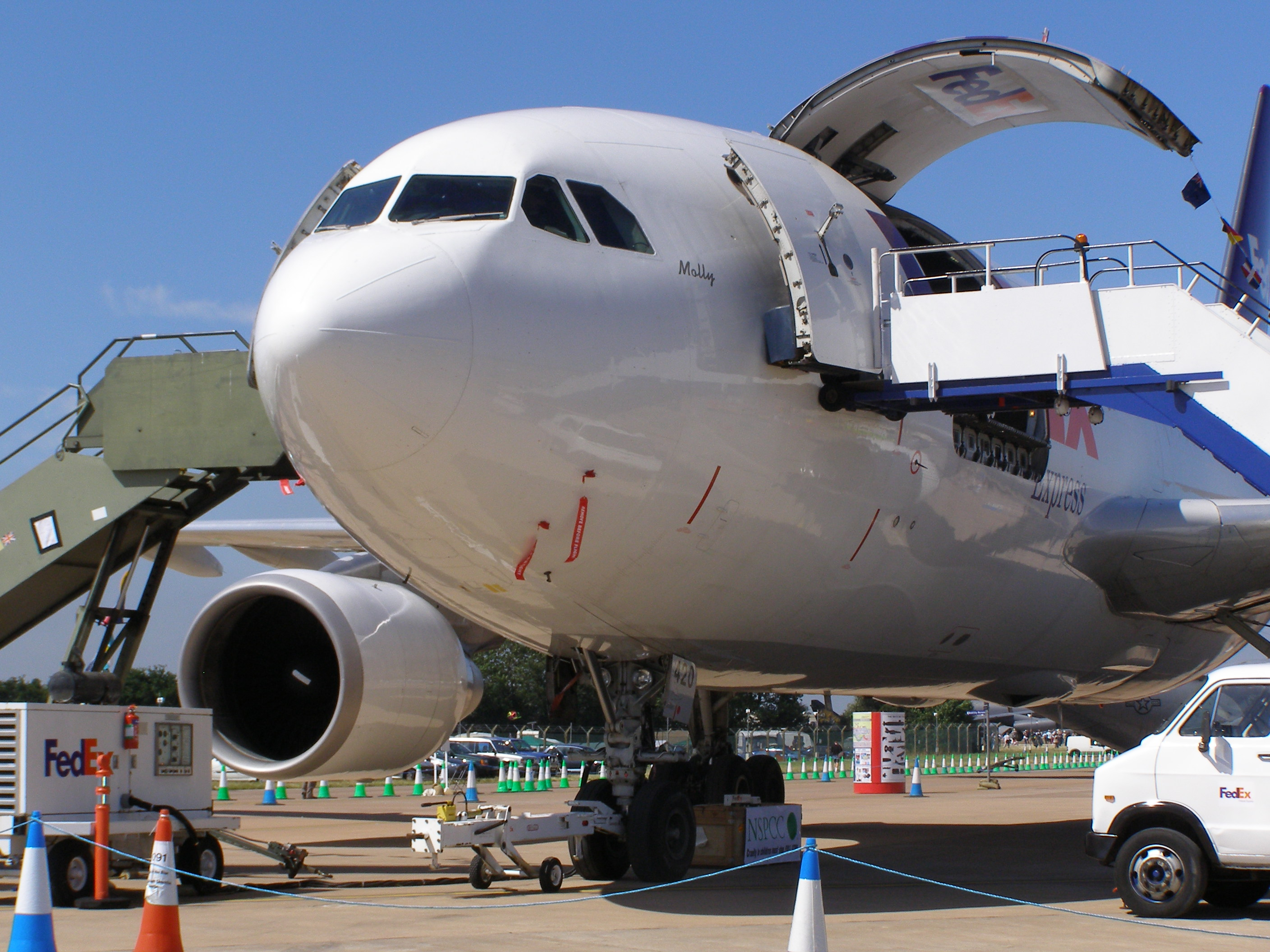
Airbus A310, верхній вантажний люк відкритий

Транспортний літак може мати такі конструктивні особливості, які відрізняють його від пасажирських моделей (вони призначені, насамперед, для полегшення навантаження і розвантаження літака:
- компонування «високоплан» (дозволяє розташувати вантаж максимально близько до землі)
- посилене шасі з великою кількістю коліс
- вантажні люки знизу і зверху фюзеляжу
- люки в передній частині фюзеляжу («відкидний ніс») і в задній («відкидний» хвіст), іноді суміщений з рампою
- зменшені двері в кабіну пілотів[6]
- відсутність ілюмінаторів

## Типи транспортних літаків
Існує три принципових підходи до розробки транспортного літака:

### Вантажний варіант пасажирського літака

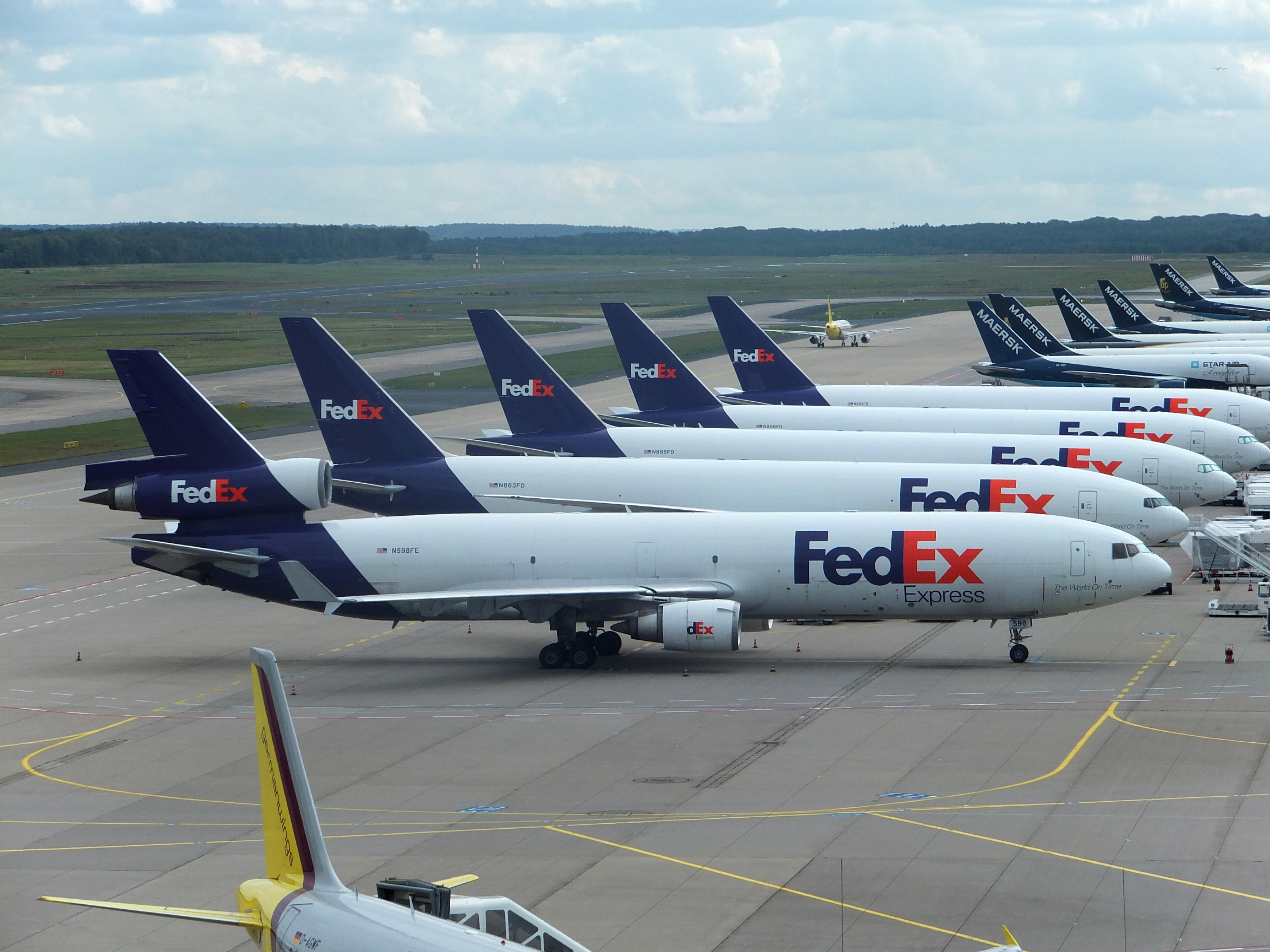
Вантажні літаки MD-11F компанії FedEx в аеропорту Кельна.

Через економічну вигідність уніфікації процесу розробки, виробництва і обслуговування літаків, а також значно вищий попит на пасажирські літаки, більшість великих авіавиробників випускають транспортні літаки на базі наявних пасажирських моделей, наприклад, Airbus A330-200F, Boeing 747-8F, McDonnell Douglas MD-11F. Крім того, виробниками виконується конверсія застарілих пасажирських літаків, які більше не відповідають нормативним або комерційним вимогам до пасажирських перевезень, у вантажні літаки. Такі літаки можна відрізнити за швами на місці замінених ілюмінаторів.
Недоліком такого компромісного підходу є вищі операційні витрати, оскільки конструкція літаків у першу чергу розрахована на пасажирську функцію, наприклад, на вищий тиск у салоні, ніж потрібно для перевезення вантажів.

### Виключно транспортний літак
Літак, початково призначений тільки для перевезення вантажів і спроєктований без огляду на пасажирські або військові функції, був би дешевшим у виробництві та економічнішим в експлуатації, ніж компромісні пасажирсько-транспортні аналоги. В середині XX століття такі моделі вироблялися, наприклад, Fairchild C-82, який мав фюзеляж майже прямокутного перетину і подвійний хвіст для полегшення навантажувальних робіт. В 1980-ті роки на замовлення уряду США компанії Douglas і Lockheed виконали дослідження економічної обґрунтованості побудови таких літаків. Дослідження показали, що, з одного боку, такий літак досягав би 20-відсоткової економії операційних витрат, але з іншого боку, через відносно невисокий попит на транспортні літаки, капітальні витрати на розробку такої моделі є занадто високими.

### Військово-цивільний транспортний літак

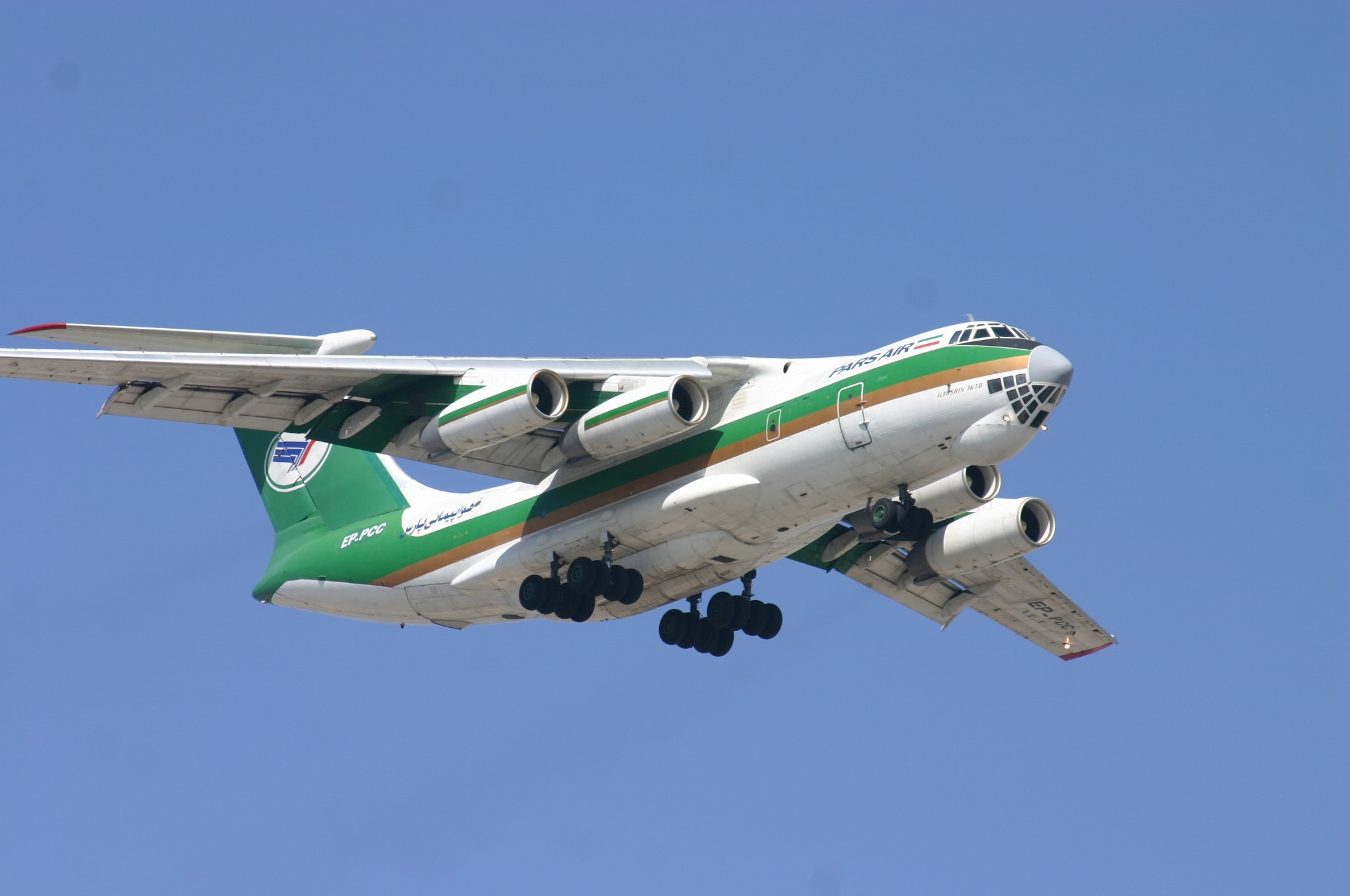
Цивільний Іл-76ТД в лівреї Pars Air

Вигода розробки літака, який одночасно задовольняє вимогам цивільних і військових вантажоперевезень, полягає в тому, що:
- конструкція літака початково призначена для вантажоперевезень, що здешевлює виробництво та експлуатацію в порівнянні з пасажирськими літаками
- вартість розробки ділиться між цивільним сектором та оборонним комплексом
- зменшується кількість необхідних для армії літаків, оскільки у випадку необхідності армія може реквізувати цивільні літаки

Разом з тим, військові вимоги до конструкції літака — міцність, маневреність, тягооснащеність та ін. — можуть звести вищевказані економічні переваги нанівець, за винятком випадків цивільних вантажоперевезень у важких умовах, наприклад, при відсутності придатних злітно-посадкових смуг.
Прикладами військово-транспортних літаків, цивільні модифікації яких використовують комерційно, можуть бути Ил-76, Ан-124, Lockheed L-100 Hercules. Компанія «Боїнг» планувала випуск цивільної версії літака Boeing C-17 Globemaster III під індексом MD-17 (пізніше — BC-17).

## Авіаційний контейнер

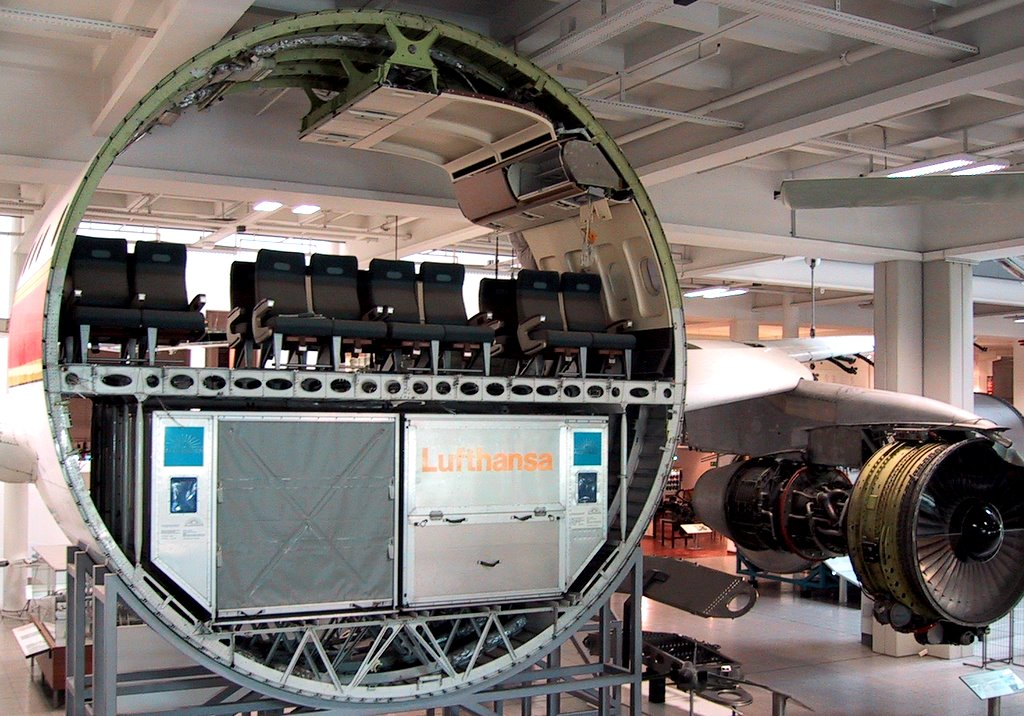
ULD у вантажному відсіку пасажирського Airbus 300 (Німецький музей, Мюнхен)

Для найефективнішого розташування вантажів всередині фюзеляжів округлого перетину авіаційні вантажі пакуються в авіаційні контейнери спеціальної форми — ULD (англ. Unit Load Device — засіб пакетування вантажів). Стандартні типорозміри таких контейнерів визначені правилами IATA, їх об'єм становить від 3,4 м³ до 8,95 м³. В індустрії авіаційних перевезень використовують порядку 800 000 таких контейнерів, а щорічна вартість їх обслуговування (включаючи втрати) становить 300 мільйонів доларів США.

## Порівняльна таблиця
| Літак                       | Обсяг вантажу | Маса вантажу | Крейсерська швидкість | Максимальна дальність | Категорія літака          |
| --------------------------- | ------------- | ------------ | --------------------- | --------------------- | ------------------------- |
| Airbus A400M                | 270 м³        | 37 000 кг    | 780 км/год            | 6390 км               | Військовий                |
| Airbus A300-600F            | 115,7 м³      | 48 000 кг    | -                     | 7400 км               | Комерційний               |
| Airbus A330-200F            | 475 м³        | 70 000 кг    | 871 км/год            | 7400 км               | Комерційний               |
| Airbus Beluga               | 1210 м³       | 47 000 кг    | -                     | 4632 км               | Комерційний               |
| Антонов Ан-124              | 1028 м³       | 150 000 кг   | 800 км/год            | 5400 км               | Військовий та комерційний |
| Антонов Ан-225              | 1300 м³       | 250 000 кг   | 800 км/год            | 15 400 км             | Комерційний               |
| Boeing C-17 Globemaster III | 592 м3        | 77 519 кг    | 830 км/год            | 4482 км               | Військовий                |
| Boeing 737-700C             | 107,6 м³      | 18 200 кг    | 931 км/год            | 5330 км               | Комерційний               |
| Boeing 757-200 Freighter    | 239 м³        | 39 780 кг    | 955 км/год            | 5834 км               | Комерційний               |
| Boeing 747-8F               | 854,5 м³      | 134 200 кг   | 908 км/год            | 8288 км               | Комерційний               |
| Boeing 747 LCF              | 1840 м³       | 83 325 кг    | 878 км/год            | 7800 км               | Комерційний               |
| Boeing 767-300 Freighter    | 438,2 м³      | 52 700 кг    | 850 км/год            | 6025 км               | Комерційний               |
| Boeing 777 Freighter        | 653 м³        | 103 000 кг   | 896 км/год            | 9070 км               | Комерційний               |
| Lockheed C-5 (Galaxy)       | 993 м³        | 122 470 кг   | 919 км/год            | 4440 км               | Військовий                |
| Lockheed C-130H (Hercules)  | 128,9 м³      | 33 000 кг    | 540 км/год            | 3800 км               | Військовий                |
| McDonnell Douglas MD-10-30  | -             | 77 000 кг    | 908 км/год            | 5790 км               | Комерційний               |
| McDonnell Douglas MD-11     | 440 м³        | 91 670 кг    | 945 км/год            | 7320 км               | Комерційний               |

## Галерея

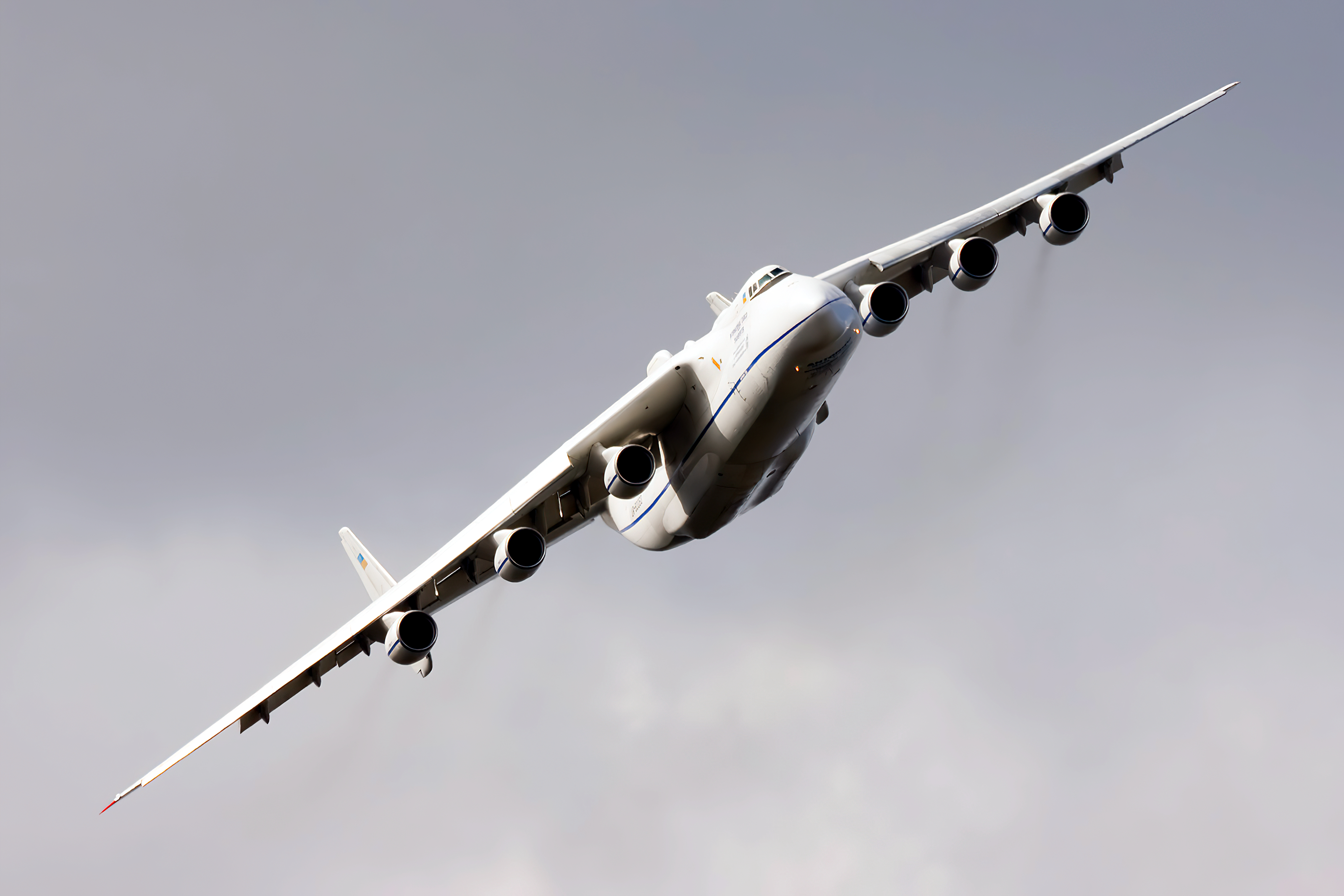
Ан-225 «Мрія»
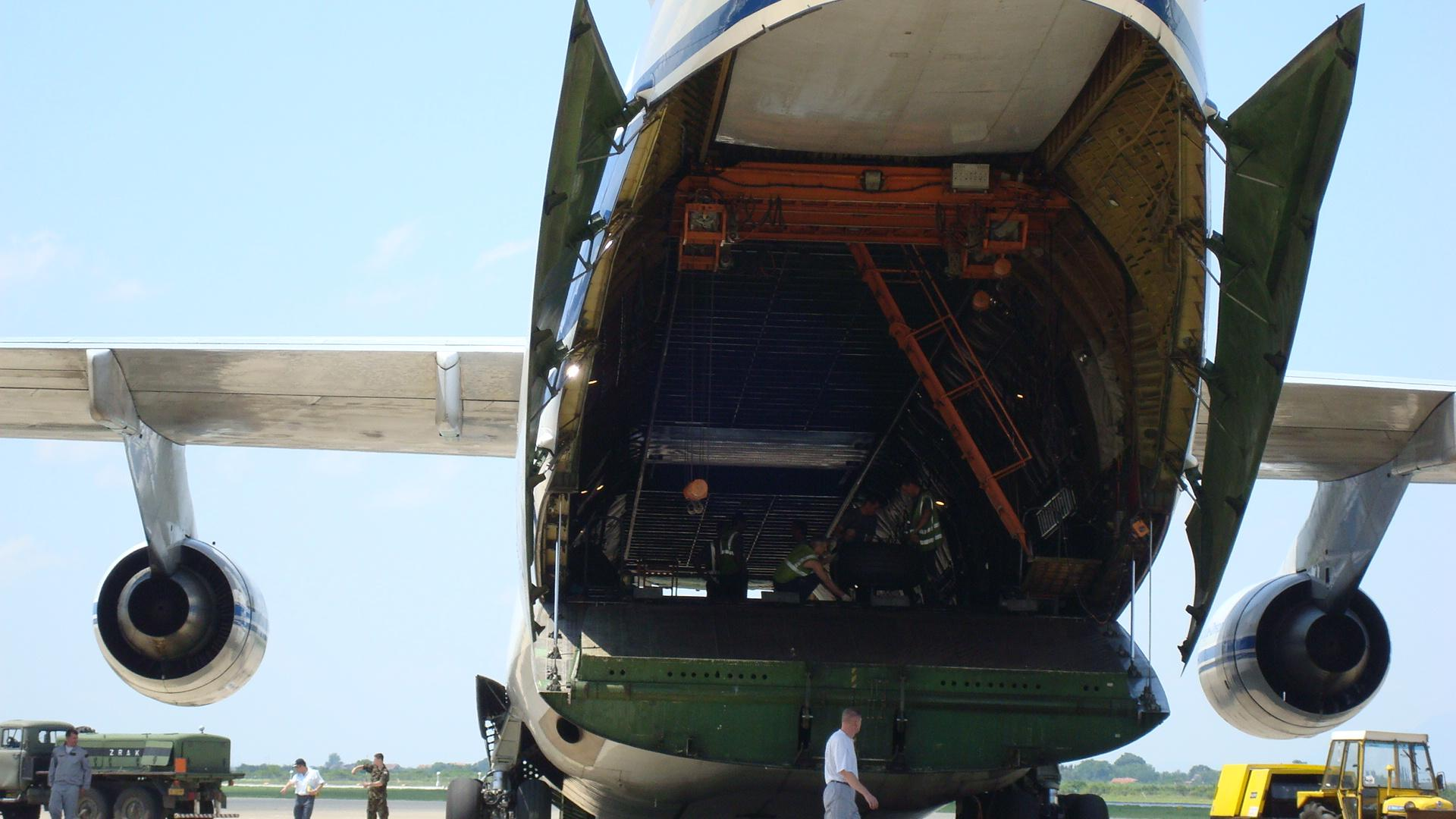
Ан-124 «Руслан»
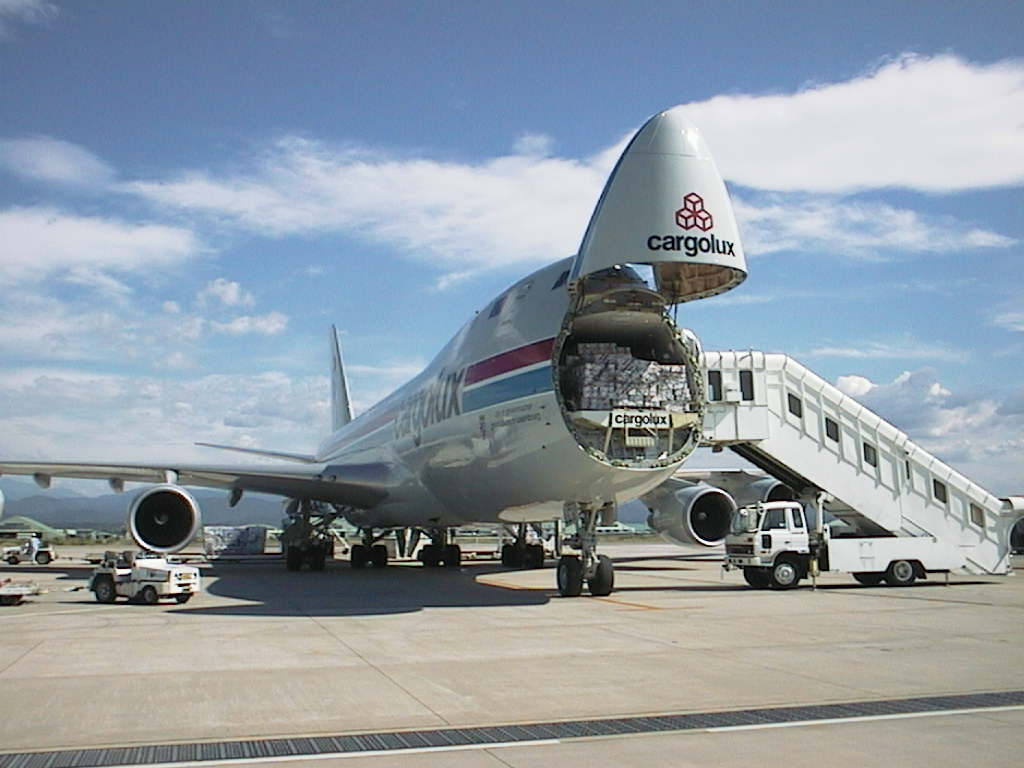
Boeing 747-400 авіакомпанії Cargolux